# Snoqualmoo Tribe of Whidbey Island
Der Snoqualmoo Tribe of Whidbey Island ist eine der von der Regierung der Vereinigten Staaten nicht als Indianerstamm anerkannten Gruppen im Bundesstaat Washington. Fälschlicherweise gelten sie gelegentlich als vom Bundesstaat anerkannt, nach Angaben des Governor’s Office of Indian Affairs von 2008 gibt es allerdings keine vom Bundesstaat anerkannten Stämme.
Der Name des Stammes bezieht sich auf die Snoqualmie und auf ihren Wohnort Whidbey Island.

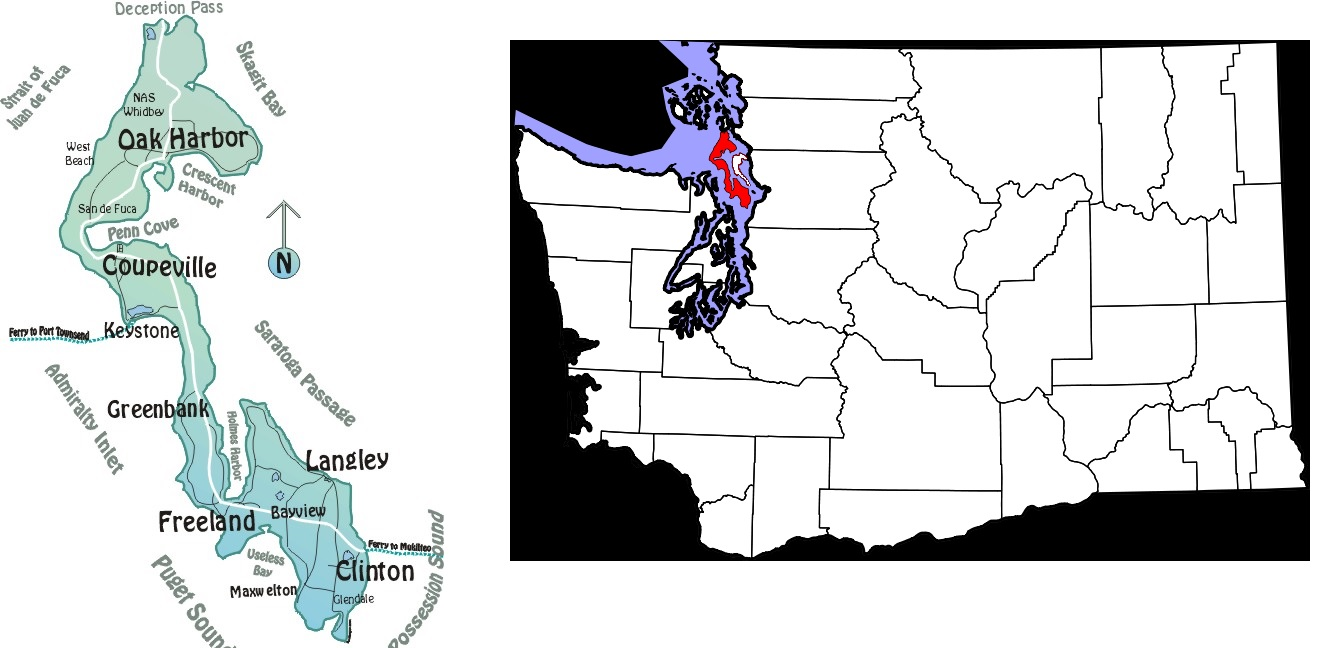
Karten der Whidbey-Insel und des Bundesstaates Washington

Eine ganze Reihe von Mitgliedern des Stammes unterzeichneten 1855 den Vertrag von Point Elliott, durch den 22 Stämme ihr Gebiet an Washington abtraten. Diese waren Pat-ka-nam, Chief der Snoqualmoo, Snohomish und anderer tribes, als „Sub-chiefs“ der Snoqualmoo: Squush-um oder The Smoke, Slat-eah-ka-nam und Do-queh-oo-satl sowie John Kanam. Hinzu kamen Klemsh-ka-nam, Noo-heh-oos, Hweh-uk, Yim-ka-dam, Luch-al-kanam, S'hoot-kanam, Sme-a-kanam und Sad-zis-keh.
Bill Kanim, ein Neffe des seinerzeitigen Häuptlings, war anlässlich einer feierlichen Zeremonie zur Erinnerung an den Vertrag noch 1931 anwesend.
Am 14. Juni 1988 beantragten die Snoqualmoo die Anerkennung als Stamm. Die Führung übernahm ein neunköpfiger, gewählter Stammesrat. Der Stamm gab sich eine eigene Verfassung. Nach dieser Verfassung kann nur Angehöriger des Stammes sein, wer Nachkomme von Chief Pat-Ka-Nam oder seines Bruders John Ka-Nam ist, wer Nachkomme eines in ihrem Gebiet lebenden Bewohners ist, wenn sie „vom Blut“ des Stammes sind. Sind sie dies, genügt auch die Abkunft von einem der zwölf Unterzeichner des Vertrags von Point Elliott. Hinzu kommen Fälle von Adoption und Einheirat. Ausgeschlossen sind Angehörige anderer Stämme.